# Scooby-Doo! Paura al campo estivo
Scooby-Doo! Paura al campo estivo (Scooby-Doo! Camp Scare) è un film d'animazione del 2010 diretto da Ethan Spaulding.

## Trama
Scooby-Doo e la banda si recano al campo Piccolo Alce, il vecchio campo estivo di Fred, per andare in vacanza e servire come consiglieri del campo. Tuttavia, all'arrivo, trovano il campo vuoto, fatta eccezione per Burt, il capo consigliere, e il guardia forestale locale, Ranger Knudsen. Scoprono che una delle vecchie leggende del campo, il Taglialegna, un consigliere crudele e violento che è impazzito dopo che uno scherzo organizzato dai suoi campeggiatori è andato storto e lo ha lasciato con un grave trauma cerebrale, è tornato in vita e ha spaventato i bambini. Il ranger Knudsen suggerisce a Burt di chiudere il campo prima di partire. Burt sta per ascoltare il consiglio del Ranger quando tre bambini, Luke, Trudy e Deacon, arrivano al campo. Fred convince Burt a tenere aperto il campo finché la banda di Mystery Inc. non scopre cosa sta succedendo. Ma la banda e i ragazzi vengono presto attaccati dal Taglialegna.
Il giorno successivo, tutti decidono di trascorrere la giornata al Lago Grande Alce, sede del ricco e moderno Campo Grande Alce. Mentre si godono il loro tempo al lago, vengono attaccati dall'Uomo Pesce, un'altra leggenda del campo su un ragazzo solitario che ha trascorso così tanto tempo a nuotare nel lago, cosa che lo ha fatto evolvere in un mostro metà uomo metà pesce, che ha anche venire alla luce. Durante l'inseguimento, Scooby-Doo scopre una città sommersa in fondo al Lago Grande Alce.
Quella notte, Jessica, il capo consigliere di Campo Grande Alce, chiede alla banda se il Campo Piccolo Alce sta facendo uno scherzo a Campo Grande Alce, spiegando che nel campo mancano un camper e alcune apparecchiature sonar. La banda si chiede a quale scopo servirebbe l'equipaggiamento per il Taglialegna o l'Uomo Pesce. Velma usa il dispositivo di localizzazione del camper per localizzarlo fino al Canyon oscuro, dove (come spiega Burt) lo Spettro del canyon oscuro, un'altra leggenda del campo su un'escursionista smarrita il cui spirito vendicativo sta ancora cercando una via d'uscita dal canyon, uccidendo chiunque la senta urlare, risiede. Tutti si dividono; Fred , Daphne , Jessica e Luke indagano sulla città sotto il lago Grande Alce e Velma, Shaggy, Scooby, Burt, Trudy e Deacon si dirigono verso Canyon oscuro. Dopo essere stati inseguiti dall'Uomo Pesce, Fred e gli altri scoprono un'intera città sotto il lago, oltre a della dinamite nascosta in una caverna. Velma e la compagnia scoprono l'attrezzatura per camper e sonar mancanti a Shadow Canyon e scoprono che l'attrezzatura per sonar viene utilizzata per scansionare il lago. Quindi, vengono scacciati dallo Spettro, il fantasma di una ragazza morta lì.
Tutti si incontrano al Campo Piccolo Alce per rivedere ciò che hanno trovato. Deacon decide che ne ha avuto abbastanza e vuole tornare a Campo Grande Alce, e Jessica lo accompagna. La banda di Mystery Inc. decide di chiedere al proprietario di un negozio locale informazioni sulla città sottomarina. L'uomo spiega che era la città mineraria di Moose Creek, che è stata costretta a essere evacuata dopo la chiusura della miniera per creare la diga e il Lago Grande Alce. Ancora più importante, si dice che il tesoro di un famigerato bandito di nome Ricky LaRue sia ancora sepolto lì. Prima della sua morte, il gangster aveva detto al suo compagno di cella, Boretti Faccia di Bimbo, che quando il sole colpisce il campanile della città nel solstizio d'estate, la posizione del tesoro sarebbe stata rivelata. Lo stesso Boretti è scappato di prigione due mesi prima che la banda arrivasse al campo. La banda spiega che la dinamite verrà utilizzata per distruggere la diga e rivelare Moose Creek ai mostri per trovare il tesoro, poiché il giorno successivo è il Solstizio d'estate. Ma fare questo inonderebbe il Campo piccolo Alce. La banda torna al campo e scopre che il Taglialegna l'ha devastato, ma Burt, Luke e Trudy sono al sicuro. La banda si rende conto che se il Taglialegna avesse trovato il campo vuoto, sarebbe stato libero di distruggere la diga. La diga viene quindi fatta saltare in aria e tutti sfuggono per un pelo alla conseguente inondazione .
La banda va a Moose Creek, ora esposta, per esplorare. Lì trovano Jessica, che spiega che stava seguendo Deacon. Vengono quindi attaccati dal Taglialegna, che insegue Fred, Jessica e Luke. Il resto viene trovato da Deacon, che, dopo averli rinchiusi, rivela di essere Boretti Faccia di Bimbo, e sta cercando il tesoro. Il Taglialegna insegue Fred e gli altri sul campanile, ma viene presto buttato fuori dalla finestra. L'alba del solstizio arriva e colpendo il campanile indica un punto della città, dove il gruppo ritrova il tesoro di Ricky LaRue. L'Uomo Pesce appare più tardi, ma Scooby lo colpisce attraverso un muro con la Mystery Machine. Lo smascherano di nuovo e si scopre essere il Ranger Knudsen, che si atteggiava a Taglialegna, Uomo Pesce e allo Spettro del Canyon oscuro. La banda cattura anche Boretti Faccia di Bimbo, che cerca di scappare con il tesoro. Velma spiega che Boretti e Knudsen si sono uniti per spaventare i bambini al Campo Piccolo Alce, far esplodere la diga e prendere il tesoro di LaRue. Quando la banda di Mystery è arrivata, Boretti si è atteggiato a Deacon per cercare di convincere tutti ad andarsene ei due hanno usato l'equipaggiamento del sonar per cercare la città sotto il lago, il tutto mentre usavano i travestimenti per spaventare i campeggiatori e chiunque si trovasse vicino al lago. Hanno anche pensato che lo Spettro usasse una teleferica per volare attraverso il canyon. Alla fine, Boretti e Knudsen vengono arrestati; Burt e Jessica decidono di fondere i loro campi per formare il Campo Piccolo Grande Alce a Moose Creek, e la banda di Mystery Inc. serve il resto dell'estate come consiglieri del campo. In una scena post-crediti, viene rivelato che lo Spettro sta perseguitando il campo e non era un travestimento.

## Personaggi
Oltre al classico gruppo della Mistery machine, nel film compaiono anche:
- Luke: un ragazzino biondo amante dell'avventura e del campeggio. È in contrasto con Fred perché conosce tutte le competenze campestri come lui.
- Trudy: Una ragazza introversa e cupa, amante dell'informatica e dei computer.
- Deacon alias Boretti Faccia Di Bimbo: un ragazzo grasso e pauroso, che cerca sempre di convincere tutti a lasciare il campo, ma in realtà è un criminale.
- Knudsen alias "Il Taglialegna";"Il Pesce Mostro";"Lo Spettro Del Canyon Oscuro": Il ranger della zona del campo che si prende una sbadata, non ricambiata, per Velma.
- Burt: Il proprietario del campo "Piccolo alce", grande amico di Fred.
- Il negoziante: Un vecchio che abita dalle parti del campo. Gestisce un negozio e un museo. La sua profonda conoscenza del luogo sarà determinante nella soluzione del caso.
- Jessica: capogruppo del campo "Grande alce".